# Thracia corbuloides
Thracia corbuloides är en musselart som beskrevs av Henri Marie Ducrotay de Blainville 1824. Thracia corbuloides ingår i släktet Thracia och familjen Thraciidae. Inga underarter finns listade i Catalogue of Life.